# Elattarchus
Elattarchus is een monotypisch geslacht van straalvinnige vissen uit de familie van ombervissen (Sciaenidae).

## Soort
- Elattarchus archidium